# アッチャンズ
アッチャンズは、かつてオフィス北野で活動していた日本のお笑いコンビ。解散後はお互いピン芸人として活動。

## メンバー
近藤 夢（こんどう ゆめ）
旧芸名：マダ村越（マダむらこし）、1978年5月29日（46歳） - ）
新潟県出身。身長174cm、血液型AB型。
かつてたけし軍団に在籍していたゾマホン・ルフィンと2007年まで「ゾマホンズ」というコンビで活動していた時期もあった。またしばらくの間、たけしの運転手兼付き人も経験している(『たけしの等々力ベース』のたけしードライバー道の回に出演)。たけしの著書によると帝京大時代は剣道をやっていた。
解散後は、ピン芸人としてラフィーネプロモーションと業務提携。
近藤 六（こんどう ろく）
本名：遠藤 裕弥（えんどう ゆうや）旧芸名：①ペースメーカー遠藤（ペースメーカーえんどう）②ファーアウト遠藤（ファーアウトえんどう）、1980年8月7日（44歳） - ）
大分県出身。身長172cm、血液型B型。

## 概要
近藤六は、水晶玉を使ったコンタクトジャグリングパフォーマンスと漫談で、なべやかん主催のお笑いライブ『嗚呼！お笑い東洋太平洋秘宝館タイトルマッチ』にレギュラー出演。

## 出演

### テレビ
- あらびき団（TBSテレビ）
- ビートたけしの絶対見ちゃいけないTVシリーズ（TBSテレビ）
- 足立区のたけし、世界の北野（フジテレビ）- 六のみ
- たけスポ（テレビ朝日）
- 行列のできる法律相談所（日本テレビ）- 夢のみ
- 平成教育委員会スペシャル（フジテレビ）
- たけしの等々力ベース（BSフジ） - 夢のみ

### 映画
- 監督・ばんざい!（2007年、北野武監督作品）
- アキレスと亀（2008年、北野武監督作品）